# María Xiao
María Xiao Yao (Calella, Barcelona, España, 19 de mayo de 1994) es una jugadora de tenis de mesa de nacionalidad hispano-portuguesa que forma parte de la plantilla del UCAM Cartagena Tenis de Mesa.

## Trayectoria
Nacida en Calella (Barcelona) de padres chinos y criada en Madeira, sus padres Daili Xiao y Li Yao fueron jugadores profesionales de tenis de mesa. Su madre hizo grandes temporadas en el Club Tennis Taula Calella (en catalán: Club de Tenis de Mesa Calella) y luego también tuvo años muy buenos con el Madeira en la Liga portuguesa. Allí, a los 5 años, cogió una pala por vez primera María Xiao, hija única. Su madre fue capaz de ganar jugando embarazada de cuatro meses la Copa del Rey disputada en Cartagena en 1994.
En diciembre de 2006, con 12 años, María debutó en el Campeonato del Mundo Júnior, logrando su primera gran victoria siendo la competidora más joven. Entre 2007 y 2010 alcanzó los cuartos de final en varias competiciones del circuito mundial júnior de la ITTF, logrando en 2010 la 13.ª plaza en los JJOO de la Juventud.
Durante 2011 se afianzó como una de las mejores juniors de Europa, alcanzando las semifinales en el circuito mundial junior y logrando la victoria en una de las pruebas, la de Funchal (Portugal), país de residencia. Este mismo año, María Xiao logró ser cuartofinalista en la categoría de dobles en Almería (una competición con categoría de Pro Tour). Se convertiría en referente nacional en Portugal, jugando en el Clube ténis de mesa de Mirandela (en portugués: Club de tenis de mesa de Mirandela), con el que se proclamó varias veces campeona de distintas competiciones nacionales.
Representó a la Selección Portuguesa de tenis de mesa en los Juegos Olímpicos de Londres 2012 como jugadora reserva y a partir de esa fecha, representaría a la selección española. 
Más tarde, María ha sido tres veces campeona de España en la prueba individual, y otras tres en la modalidad de dobles en el Campeonato de España de Tenis de mesa.
En 2017 disputaría el Campeonato Mundial de Tenis de Mesa en Dusseldorf en el que llegaría hasta los octavos de final, cayendo frente a la japonesa de 17 años Miu Hirano, número 8 del ranking mundial.
Con 19 años, formaría parte de la plantilla de UCAM Cartagena Tenis de Mesa, club en el que estaría durante 5 temporadas, ganando en 2019 el triplete de Liga Iberdrola de Superdivisión, la Copa de la Reina y la Ettu Cup Femenina. Este año se marcha para jugar en las filas del Irún Leka Enea.
El 15 de marzo de 2020, formando pareja con Álvaro Robles conseguirían la medalla de plata en el Torneo de Omán, logrando el mejor resultado histórico del tenis de mesa español en la categoría de dobles mixto: primera final de una pareja española en el circuito internacional, que llegaría justo después de la primera semifinal de la pareja hispana en Doha.
El 30 de abril, siendo Xiao la mejor palista española y número 73 del mundo, volvería al conjunto cartagenero del UCAM Cartagena TM en la que sería su sexta temporada.
En 2022 logró su primera medalla en un campeonato internacional, al obtener el bronce en la modalidad de dobles femenino en el Campeonato Europeo de Tenis de Mesa de 2022, junto a la palista rumana Adina Diaconu.
Fue la abanderada de España en la ceremonia de apertura de los Juegos Mediterráneos de 2022 junto con el badmintonista Pablo Abián.
En 2024 participa en los Juegos Olímpicos de París 2024 en dos categorías de tenis de mesa: Individual femenino y en dobles mixtos junto a Álvaro Robles.

## Palmarés

### Nacional
| Año  | Evento                        | Lugar             | Puesto | Disciplina |
| ---- | ----------------------------- | ----------------- | ------ | ---------- |
| 2014 | Campeonato de España Absoluto | Antequera, España | 1º     | Individual |
| 2014 | Campeonato de España Absoluto | Antequera, España | 1º     | Dobles     |
| 2015 | Campeonato de España Absoluto | Antequera, España | 1º     | Individual |
| 2015 | Campeonato de España Absoluto | Antequera, España | 1º     | Dobles     |
| 2016 | Campeonato de España Absoluto | Blanes, España    | 1º     | Individual |
| 2017 | Campeonato de España Absoluto | Almería, España   | 1º     | Dobles     |

### Internacional
| Campeonato Europeo | Campeonato Europeo | Campeonato Europeo | Campeonato Europeo |
| Año                | Lugar              | Medalla            | Prueba             |
| ------------------ | ------------------ | ------------------ | ------------------ |
| 2022               | Múnich             | Medalla de bronce  | Dobles femenino    |
| 2024               | Linz               | Medalla de oro     | Dobles mixto       |
| 2024               | Linz               | Medalla de bronce  | Individual         |